# Proablepharus tenuis
Proablepharus tenuis är en ödleart som beskrevs av  Robert Broom 1896. Proablepharus tenuis ingår i släktet Proablepharus och familjen skinkar. Inga underarter finns listade i Catalogue of Life.